# Nawa (distrikt)
Nawa är ett distrikt i Afghanistan. Det ligger i provinsen Ghazni, i den centrala delen av landet, 270 km söder om huvudstaden Kabul.
Distriktet beräknades år 2022 ha cirka 35 000 invånare.